# Ruby Summers
Ruby Summers es un personaje ficticio en el universo de Marvel Comics apareciendo por primera vez en el one-shot X-Factor: Layla Miller.

## Biografía del personaje ficticio
Ruby es la hija de Scott Summers y Emma Frost del futuro alternativo distópico Tierra-1191.

### Conociendo a Layla Miller
Ruby ha estado viviendo en las ruinas de Atlantic City con su padre, Scott Summers durante décadas. Cuando Layla Miller y un hombre llamado Dwayne aparecen un día en busca de Cíclope, que ahora es anciano. Ruby los ataca y, después de descubrir quién es Layla Miller, la lleva a su padre, que ha estado esperando ver a Layla durante décadas. Después de una conversación con Cíclope, Layla convence a Ruby de encontrarse con un nuevo mutante llamado Linqon. Juntos, comienzan la rebelión Summers.

### Años después
Años después del comienzo de la rebelión, Ruby rescata a Layla y Jamie Madrox, a quienes ya había traído, a quienes Layla acababa de traer al futuro del pasado, de un ataque Centinela. No está contenta de descubrir que Layla la desobedeció al llevar a Madrox al futuro. Más tarde lleva a Scott y Layla a un viejo y desmoronado hotel donde reside actualmente un anciano y frágil Doctor Doom. Le preguntan sobre el viaje en el tiempo cuando son atacados por Centinelas, solo para ser salvados por Trevor Fitzroy.
También se ha vuelto muy cercana con Layla, desarrollando una relación fraternal.
Luego se ve a Ruby cuando un viejo Doctor Doom trae a Cortex a su tiempo, sin embargo reprogramado, y obliga al loco Madrox a atacar a los mutantes. Aunque inicialmente está en desventaja, ya que Doom ha tomado el control de Cíclope debido a su naturaleza cyborg, ella logra derrotar a Doom, Cortex y Cíclope. Doom escapa y Ruby jura matarlo.
Mientras Madrox lucha contra Cortex, Ruby le pide a Layla que reviva a Fitzroy, quien fue asesinado durante el asalto inicial de Cortex. Aunque Layla no cree que sea una buena idea, ella cumple, ya que Ruby la convence de que pueden tomar el control de su propio destino.

### Futuro Imperfecto
Una versión alternativa de Ruby Summers aparece en la serie limitada Futuro Imperfecto, un vínculo con el evento Marvel's Secret Wars. Es miembro de la resistencia contra el régimen del Maestro.

## Poderes y habilidades
Ruby tiene el poder de emitir rayos de fuerza de sus ojos, como su padre,pero los de ella son negros y tardan 93 segundos en regenerarse. Ella también tiene la capacidad de transformar su cuerpo en rubí orgánico similar a la forma de diamante de su madre. Esta forma de rubí detiene el proceso de envejecimiento y le permite sobrevivir sin sustento, pero por temor a que pueda "envejecer casi setenta años en segundos" si revierte, se ha mantenido en esta forma durante décadas.